# Jōjakkō-ji
Jōjakkō-ji (jap. 常寂光寺) – buddyjski kompleks świątynny w Kioto w Japonii, usytuowany w dzielnicy Ukyō. Został założony przez mnicha buddyjskiego Nisshina, syna arystokraty Kunimitsu Hirohashiego (1526–1568). Pierwsza świątynia została utworzona w 1596 roku, na początku ery Keichō (1596–1615). Urodzony w 1561 roku Nisshin od najmłodszych lat swojego życia uczył się i służył w świątyni Honkoku-ji. W wieku 18 lat został jej 16. przeorem. Po rozłamie sekty, około 1595 roku, Nisshin utworzył własną świątynię na zboczach góry Ogura, na terenach ofiarowanych przez rodzinę Suminokura. Świątynia jest także słynna z przepięknego ogrodu, który szczególnie polecany jest jesienią, gdy wypełnia się gamą kolorów liści m.in. różnych gatunków klonów, których jest ponad 200.

## Najważniejsze budynki świątyni

### Brama główna
Brama główna zbudowana z prostokątnych belek została odnowiona w późnym okresie Edo. Brama ta, typu yakui-mon (wsparta na czterech filarach w narożnikach), została uwieczniona w wydanym około 1780 roku przewodniku Miyako rinsen meishō zue (Obrazkowy przewodnik po malowniczych miejscach w Kioto) autorstwa Ritō Akisato. Wówczas z obu stron do bramy dołączone były typowe dla japońskich świątyń ogrodzenie wykonane z drewna i gliny.

### Brama Niō-mon
Prowadząca do głównego pawilonu brama Niō-mon pochodzi ze świątyni Honkoku-ji, gdzie służyła jako brama południowa. Pochodzi z ery Jōwa, przypadającej na lata 1345–1350. Nazwa wywodzi się od dwóch strzegących wejścia przed demonami strażników Niō. Rzeźby boskich strażników mają po 210 cm wysokości i są prawdopodobnie wykonane przez XIII-wiecznego buddyjskiego rzeźbiarza Unkei (1151–1223).

### Główny pawilon
Główny pawilon został zbudowany z drewna pochodzącego z zamku Fushimi. Do 1932 roku budynek pokryty był dachówkami dwóch typów, płaskimi i esówkami (styl hon-gawara), po renowacji wykonano pokrycie z samych płaskich dachówek (styl hira-gawara). Przy pawilonie głównym usytuowana jest dzwonnica. Pochodzi z 1642 roku z czasów czwartego przeora świątyni, Nissena. Oryginalny dzwon został zarekwirowany na potrzeby armii w czasie II wojny światowej. Obecny pochodzi z 1973 roku.

### Bodhisattwa Myōken
Na terenie kompleksu świątyni znajduje się budynek mieszczący pochodzący z ery Keichō posąg bodhisattwy Myōken. W połowie okresu Edo świątynia została zaliczona do najpotężniejszych, okalających Pałac Cesarski w Kioto, dwunastu świątyń Rakuyō Jūnishi Myōken. Do początku ery Shōwa była miejscem kultu wyznawców nie tylko z Kioto, ale także z całej Japonii.

### Dwupiętrowa pagoda
Najwyżej położonym budynkiem kompleksu jest dwupiętrowa pagoda. Budynek został ukończony w sierpniu 1620 roku. Według zapisów na kalenicy fundatorem był Naonobu Tōbei, a głównymi cieślą i majstrem byli ludzie o nazwisku Fujiwara, co sugeruje, że byli związani z dworem cesarskim.